# Doctrina del descubrimiento

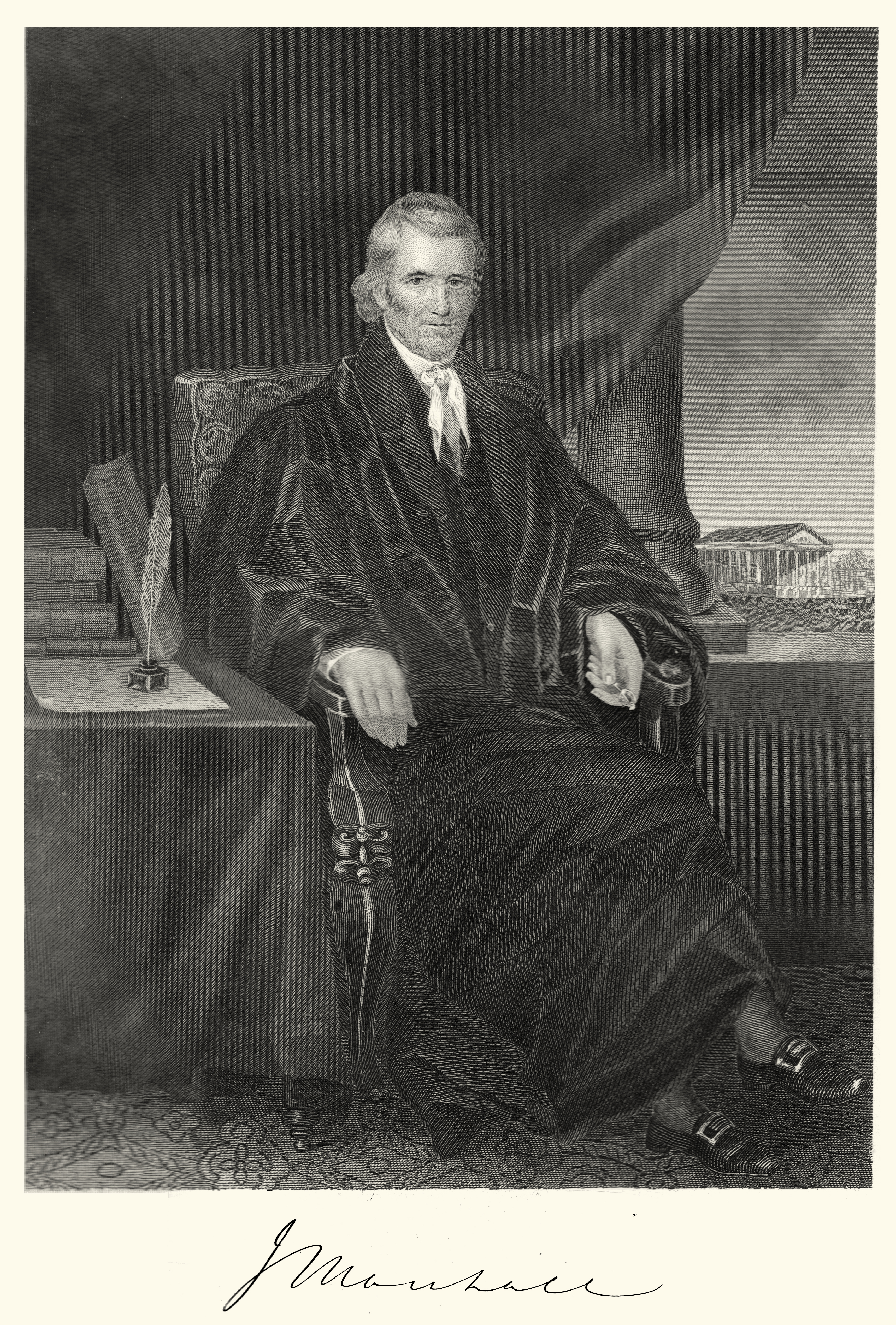
El juez John Marshall fue el primero en aplicar la doctrina del descubrimiento en Estados Unidos en 1823

La doctrina del descubrimiento es un concepto del derecho internacional público así como del derecho indígena, que se explica como una doctrina usada por los colonizadores europeos respecto a las tierras «descubiertas» durante sus exploraciones para justificar la apropiación de territorios y ejercer dominio sobre los pueblos indígenas de las regiones de América, Asia y África.
Esta doctrina fue expuesta por primera vez en Estados Unidos en 1823 en el juicio Johnson v. McIntosh, en donde el juez John Marshall de la Corte Suprema de los Estados Unidos, expuso la idea de que los exploradores venidos de Europa, a fin de tomar posesión de las tierras hasta entonces desconocidas por ellos, otorgando a cambio a sus habitantes autóctonos «la civilización y el cristianismo», fue necesario establecer un principio que justificara tal derecho de apropiación. Tal principio fue «que el descubrimiento, llevado a cabo a través de los súbditos de un gobierno o aquel en cuya autoridad se realizó, le otorgaba un derecho frente a los restantes gobiernos europeos, el cual podría consumarse a través de la posesión.»
La Iglesia católica ha rechazado que la llamada doctrina del descubrimiento forme parte de la enseñanza católica. Si bien algunos han sostenido que la base de la llamada “doctrina” se puede encontrar en documentos papales como las bulas Dum Diversas (1452), Romanus Pontifex (1455) o Inter Caetera (1493), la Iglesia ha recordado que dichos documentos fueron escritos en un período histórico específico, que estaban más bien relacionados con cuestiones políticas, y que no llegaron a estar considerados expresiones de la fe católica. Esas bulas, que la misma Iglesia reconoce que «no reflejaban adecuadamente la igual dignidad y los derechos de los pueblos indígenas», habrían sido manipuladas «para fines políticos por las potencias coloniales que competían entre sí, para justificar actos inmorales contra las poblaciones indígenas».

## Desarrollo
Con la sentencia Johnson v. McIntosh se determinó un hito en la historia del derecho de los Estados Unidos, por la cual se desarrolló además de la doctrina del descubrimiento la concepción de título originario de propiedad de los nativos americanos respecto a territorio estadounidense, sin embargo, al mismo tiempo se expuso como «derecho» válido y vigente la doctrina del descubrimiento.
Posterior a esta definición de la doctrina, en 1835 se vería nuevamente empleada para justificar el despojo de tierras a los indios cheroquis. En el caso llevado al corte suprema del estado de Tennessee denominado State v. Foreman, el juez John Catron otorgaría vigencia legal al principio del descubrimiento como justificación para otorgar la razón al estado de Tennessee en el caso sobre despojo de tierras interpuesto por los indígenas. En tales declaraciones señaló que dicho principio formaba parte del «derecho de la cristiandad» y «que el descubrimiento otorgaba el derecho a asumir la soberanía sobre los pueblos no convertidos [no cristianos] de África, Asia y América del Norte y del Sur y a gobernarlos.», Agregaba, además que: «era más justo que el país fuera poblado por europeos que seguir siendo la guarida de bestias salvajes y de hombres aún más fieros y salvajes.».
En la justificación del juez Catron se mencionaba que tal principio de dominación era reconocido desde hace cuatro siglos y aceptado por todas «las potencias cristianas» como un tópico de derecho internacional. Con ello parecía referirse a algunas declaraciones realizadas en la llamada era de los descubrimientos en el siglo XV, especialmente los otorgamientos y prerrogativas otorgadas por el papado a los países que encabezaban la conquista de territorios desconocidos por los europeos, tal como las realizadas por las bulas papales Dum Diversas de 1452, Romanus Pontifex de 1455 e Inter caetera de 1493.

## Actualidad
Dicho principio ha seguido aplicándose en el derecho estadounidense desde su exposición en los juicios resueltos por los jueces Marshall y Catron, cuanto más que permanecen como derecho vigente como antecedentes en el sistema judicial, especialmente la primera como resolución federal. Aún en 2005, el principio fue citado en la causa City of Sherrill v. Oneida Indian Nation of New York, en un juicio sobre el cobro de impuestos prediales a los indios oneidas.
No obstante, la doctrina del descubrimiento es constantemente denunciada por diversas agrupaciones internacionales en defensa de los pueblos indígenas, misma que se ha extendido incluso fuera del Estados Unidos.
Desde el año 2007, la Declaración de las Naciones Unidas sobre los derechos de los pueblos indígenas han reconocido el derecho a poseer las tierras que han poseído desde antiguo, contraponiéndose así a la doctrina del descubrimiento y estableciendo, además, el compromiso de los países firmantes a reparar los daños causados por la ocupación de las tierras que los indígenas hayan poseído ancestralmente:

«Los pueblos indígenas tienen derecho a las tierras, territorios y recursos que tradicionalmente han poseído, ocupado o utilizado o adquirido.»
Artículo 26.1

«Los pueblos indígenas tienen derecho a la reparación, por medios que pueden incluir la restitución o, cuando ello no sea posible, una indemnización justa y equitativa por las tierras, los territorios y los recursos que tradicionalmente hayan poseído u ocupado o utilizado y que hayan sido confiscados, tomados, ocupados, utilizados o dañados sin su consentimiento libre, previo e informado.»
Artículo 28.1

La Iglesia católica ha rechazado que la llamada doctrina del descubrimiento forme parte de la enseñanza católica. En una nota conjunta del Dicasterio para la Cultura y la Educación y el Dicasterio para el Servicio del Desarrollo Humano Integral, publicada en 2023, se afirmó que si bien algunos estudiosos han sostenido que la base de la llamada “doctrina” se encuentra en diversos documentos papales, como son las bulas Dum Diversas (1452), Romanus Pontifex (1455) o Inter Caetera (1493), tales documentos fueron escritos en un período histórico específico, estaban más bien relacionados con cuestiones políticas, y no llegaron a estar considerados expresiones de la fe católica. Esas bulas, que la misma Iglesia reconoce que «no reflejaban adecuadamente la igual dignidad y los derechos de los pueblos indígenas», habrían sido manipuladas «para fines políticos por las potencias coloniales que competían entre sí, para justificar actos inmorales contra las poblaciones indígenas». La nota recuerda que el magisterio de la Iglesia sostiene el respeto debido a cada ser humano, por lo que repudia la llamada doctrina del descubrimiento.